# Miss Representation
Мисс Репрезента́ция (англ. Miss Representation) — американский документальный фильм 2011 года. Автор сценария, режиссёр и продюсер — Дженнифер Сибел Ньюсом. Она исследует, как средства массовой информации способствуют недопредставленности женщин во влиятельных позициях за счёт распространения ограниченных и часто пренебрежительных изображений женщин. Премьера фильма состоялась на конкурсе документального кино на кинофестивале «Сандэнс» 2011 года.

## Содержание
В фильме истории девочек-подростков перемежаются провокационными интервью с такими известными личностями как Кондолиза Райс, Лиза Линг, Нэнси Пелоси, Кэти Курик, Рэйчел Мэддоу, Розарио Доусон, Джексон Кац, Джин Килборн и Глория Стейнем, чтобы изнутри рассмотреть средства массовой информации и их посыл. Девиз фильма, «Вы не можете быть тем, чего не видите», подчёркивает скрытый призыв, что молодым женщинам нужны положительные образцы для подражания и что средства массовой информации до сих пор пренебрегали этой уникальной возможностью их предоставить. В фильме представлена социальная кампания по изменению общественной политики и образования и призванию бизнеса к социальной ответственности.

## Показы
Предварительный просмотр фильма состоялся 18 октября 2010 года на обеде награждения, организованном Президентской комиссией по положению женщин города Сан-Франциско. Премьера фильма состоялась 22 января 2011 года на кинофестивале «Сандэнс». После этого фильма был показан на кинофестивале Athena в Барнард-колледже в Нью-Йорке в феврале.

## Награды
Согласно официальному сайту Опры Уинфри, после премьеры фильма она приобрела права на его трансляцию.
«Мисс Репрезентация» победил в номинации Выдающийся документальный фильм на церемонии наград Грейси Аллен 2012 года.

## Активизм
Фильм перерос в кампанию по призыву к действию, которая включает 1) Twitter-кампанию по отпору СМИ, принижающим женщин, 2) составленный совместными усилиями список СМИ, которые справедливо представляют женщин и девочек, 3) программа виртуальной стажировки по привлечению представителей, 4) руководства по началу разговора о представлении женщин в СМИ, 5) руководства для избрания женщин на политические должности, 6) еженедельные оповещения об акциях, 7) принципы равенства полов и 8) ресурсы и инструменты для действия.